# 김철수 (1956년)
김철수(金徹洙, 1956년 9월 28일 ~ , 부산)는 대한민국의 세무공무원이다. 

## 학력
- 부산고등학교
- 서울대학교 무역학 학사
- 뉴욕주립대학교 대학원 경제학 석사

## 경력
- 1982.03 : 행정고시 합격
- 1996.07 : 관세청 국제협력과장
- 1998.03 : 주홍콩 총영사관 영사
- 2002.02 : 관세청 정보관리과장
- 2005.05 : 관세청 심사정책국장
- 2006.08 : 관세청 감사관
- 2007.09 : 관세청 조사감시국장
- 2009.12 : 부산본부세관장
- 2011.02 : 관세청 통관지원국장
- 2011.06 : 관세청 차장
- 2018.06 : 케이토토 대표이사

## 수상
- 1995년 : 근정포장
- 2005년 : 홍조근정훈장

## 참고
| 전임 이대복 | 제18대 관세청 차장 2011년 6월 8일 ~ 2013년 4월 12일 | 후임 천홍욱 |